# Малборски окръг
Малборски окръг (на полски: Powiat malborski) е окръг в Северна Полша, Поморско войводство. Заема площ от 494,23 км2.
Административен център е град Малборк.

## География
Окръгът се намира в историческите области Помезания (Малборска земя) и Померелия (Гданска Померания). Разположен е в източната част на войводството.

## Население
Населението на окръга възлиза на 64 821 души (2012 г.). Гъстотата е 131 души/км2.

## Административно деление
Административно окръгът е разделен на 6 общини.
Градска община:
- Малборк

Градско-селска община:
- Община Нови Став

Селски общини:
- Община Лихнови
- Община Малборк
- Община Милорадз
- Община Старе Поле

## Фотогалерия
- Малборк
- Нови Став